# Кирхвиштедт
Кирхвиштедт (нем. Kirchwistedt, н.-нем. Karkwist) — ортшафт в Германии, земля Нижняя Саксония, район Куксхафен. Входит в состав общины Беверштедт. До 1 ноября 2011 года был отдельной общиной в составе союза общин Беверштедт. Население составляет 464 человек (на 20 ноября 2019 года). Занимает площадь 25,07 км².

## Административное устройство
Муниципальный район подразделяется на 5 сельских округов:
- Ае
- Альтвиштедт
- Кирхвиштедт
- Хорст
- Штеммермюлен